# 폴 레너
폴 유진 레너(영어: Paul Eugene Lehner, 1920년 7월 1일~1967년 12월 27일)는 미국의 프로 야구 선수로, 포지션은 외야수였다. 1946년부터 1952년까지 통산 7시즌 동안 메이저 리그 베이스볼(MLB)의 세인트루이스 브라운스, 필라델피아 애슬레틱스, 시카고 화이트삭스, 클리블랜드 인디언스, 보스턴 레드삭스 등지에서 뛰었다.